# (55565) Aya
(55565) Aya es un objeto transneptuniano cubewano.
Fue descubierto en 2002 por Michael E. Brown.

## Designación y nombre
Designado provisionalmente como 2002 AW197, fue nombrado por Aya, la diosa del amanecer en la mitología acadia. Aya era la consorte del dios Sol, Shamash.

## Tamaño
Observaciones de las emisiones térmicas hechas por el telescopio espacial Spitzer sirvieron para calcular que posee un diámetro aproximado de unos 700 km.